# Deep Elm Records
Deep Elm Records es un sello discográfico independiente estadounidense con sede en Charlotte, Carolina del Norte, especializado en rock alternativo. El sello ha publicado álbumes de bandas como The Appleseed Cast, Brandtson, The White Octave y Planes Mistaken for Stars. Sin embargo, el sello alcanzó más popularidad musical con el lanzamiento de los recopilatorios This Is Indie Rock y, especialmente, The Emo Diaries. El primer lanzamiento de Deep Elm fue en 1995 con el sencillo "Anthemic Tune" de la banda Curdlefur.

## Artistas
- 500 Miles to Memphis
- The Appleseed Cast
- Benton Falls
- Brandtson
- Burns Out Bright
- Camber
- Clair De Lune
- Cross My Heart
- DARTZ!
- David Singer & the Sweet Science
- Dead Red Sea
- Desert City Soundtrack
- Desoto Jones
- Drive Til Morning
- Eleven Minutes Away
- Fightstar
- Fire Divine
- Five Eight
- Flanders
- Floating In Space
- Free Diamonds
- Goonies never say die
- Hundred Hands
- Imbroco
- Last Days of April
- Last Lungs
- Latterman
- Les Sages
- Lewis
- Lock and Key
- Logh
- Moving Mountains
- Moonlit Sailor
- Muckafurgason
- Papermoons
- Pave the Rocket
- Planes Mistaken for Stars
- Pop Unknown
- Public Radio
- Red Animal War
- Ride Your Bike
- Settlefish
- Seven Storey Mountain
- She Bears
- Slowride
- Small Arms Dealer
- So Sad Althea
- Sounds Like Violence
- Starmarket
- Surrounded
- This Beautiful Mess
- Track a Tiger
- Triple Fast Action
- Walt Mink
- The White Octave